# باولو وانشوب
باولو سيزار وانشوب واتسون (بالإسبانية: Paulo Wanchope)‏، من مواليد 31 يوليو 1976 في هيريديا في كوستاريكا، لاعب كرة قدم كوستاريكي، وهو يلعب مع نادي روزاريو سنترال الأرجنتيني ومنتخب كوستاريكا لكرة القدم.
بدأ وانشوب مسيرته الكروية مع نادي هيريديانو في عام 1994، وفي لعب معهم حتى عام 1996، وبعدها انتقل إلى نادي دربي كاونتي الإنجليزي، ولعب معهم حتى عام 1999، وشارك خلال تلك الفترة في 79 مباراة وسجل 28 هدف، وفي موسم 1999/2000 انتقل إلى نادي وست هام يونايتد، ولعب معهم 46 مباراة وسجل 15 هدف، وفي عام 2000 لعب مع نادي مانشستر سيتي، ولعب معهم حتى عام 2004، وشارك معهم في 64 مباراة وسجل 27 هدف، وفي موسم 2004/2005 انتقل إلى نادي ملقا، ولعب معهم 25 مباراة وسجل 6 أهداف، وفي عام 2005 انتقل إلى نادي الغرافة القطري، ولكنه لم يكمل المشوار معهم فعاد إلى نادي هيريديانو، ومنذ عام 2006 وهو يلعب مع نادي روزاريو سنترال، وقد لعب معهم 14 مباراة وسجل 5 أهداف، وبعدها انتقل إلى نادي طوكيو الياباني وشارك معهم في 11 مباراة وسجل 3 أهداف، وبعدها انتقل إلى نادي شيكاغو فاير الأمريكي، وشارك معهم في 11 مباراة وسجل 2 أهداف.
و قد اعتزل لعب كرة القدم نهائيا في 16 نوفمبر 2007 وذلك بسبب كثرة الإصابات التي تعرض لها في الركبة، وقال أنه لن يبتعد عن كرة القدم .
لعب وانشوب مع منتخب كوستاريكا لكرة القدم لأول مرة في عام 1996، ولعب مع منتخب كوستاريكا لكرة القدم في كأس العالم لكرة القدم 2002 وكأس العالم لكرة القدم 2006، وقد شارك معهم في 72 مباراة دولية وسجل 45 هدف.

## مسيرته الكروية
لعب باولو وانشوب خلال مسيرته الاحترافية مع 9 أندية في ثمانية عشر موسمًا وسجل خلالها 102 هدف ضمن 262 مباراة. ولم يفز بأي موسم بالكأس أو بالدوري.
خاض باولو وانشوب مسيرته مع نادي هيريديانو في موسم 1994–95 في المرة الأولى ولمدة موسمين ثم في موسم 2005–06 ولمدة موسمين ثم في موسم 2007–08 لمدة موسم واحد، مشاركًا طوالها في 23 مباراة سجل خلالها 23 هدفًا. ثم انتقل إلى نادي ديربي كاونتي في موسم 1996–97 واستمر معه طيلة ثلاثة مواسم، حيث شارك في 72 مباراة سجل خلالها 23 هدفًا أيضًا. لينتقل بعدها إلى نادي وست هام يونايتد في موسم 1999–00 لمدة موسم واحد، مشاركًا في 35 مباراة سجل خلالها 12 هدفًا. ثم انتقل إلى نادي مانشستر سيتي في موسم 2000–01 ليلعب معه أربعة مواسم، مشاركًا في 64 مباراة سجل خلالها 27 هدفًا. هذا وانتقل لاحقًا إلى نادي مالقا في موسم 2004–05 لمدة موسم واحد، مشاركًا في 25 مباراة سجل خلالها 6 أهداف. ثم انتقل بعدها إلى نادي روزاريو سنترال في موسم 2006–07 لمدة موسم واحد، مشاركًا في 14 مباراة سجل خلالها 5 أهداف. ليعود وينتقل من جديد، لكن هذه المرة إلى نادي شيكاغو فاير ما بين عامي 2007 و2008 لمدة موسم واحد، مشاركًا في 12 مباراة سجل خلالها هدفين.

## روابط خارجية
- باولو وانشوب على موقع الاتحاد الدولي (مؤرشف)  (الإنجليزية)
- باولو وانشوب على موقع رابطة كرة القدم اليابانية للمحترفين (اليابانية)
- باولو وانشوب على موقع الدوري الأمريكي (الإنجليزية)
- باولو وانشوب على موقع إي إس بي إن إف سي (الإنجليزية)
- باولو وانشوب على موقع قاعدة بيانات كرة القدم.إي يو (الإنجليزية)
- باولو وانشوب على موقع بيانات كرة القدم. دي إي (الألمانية)
- باولو وانشوب على موقع ناشيونال فوتبول تيمز (الإنجليزية)
- باولو وانشوب على موقع Soccerbase.com (لاعب) (الإنجليزية)
- باولو وانشوب على موقع Soccerway.com (الإنجليزية)
- باولو وانشوب على موقع عالم كرة القدم.نت (الإنجليزية)